# Combate de Huamantanga
El combate de Huamantanga fue un enfrentamiento ocurrido el 27 de abril de 1883 durante la campaña de la Breña entre tropas chilenas y peruanas en el pueblo de Huamantanga, ubicado en la serranía de Lima, resultando con el triunfo de las primeras. 

## Antecedentes
Los primeros días de abril de 1883, el almirante Patricio Lynch, dispuso el envío de una nueva expedición contra las fuerzas del general Cáceres en la sierra central del Perú, compuesta de aproximadamente 2.000 hombres de las tres armas al mando del coronel Juan León García.
Por su parte el general Cáceres había dejado en los alrededores de Canta 150 hombres al mando del prefecto de Lima Elías Mujica, con la finalidad de hostilizar a las fuerzas chilenas que habían establecido su cuartel en Canta y retardar su avance al interior.
Con la finalidad de despejar su retaguardia de enemigos el coronel León ordenó al sargento mayor Daniel Silva dirigir una división ligera, formada por 75 jinetes de los Granaderos a caballo y Carabineros de Yungay y 50 infantes montados del Buin 1.º de línea, al pueblo de Reuma donde según informes que había recibido se encontraban las tropas peruanas.
A su paso por Obrajillo, Silva tuvo conocimiento que parte de esta fuerzas se habían dirigido al pueblo de Huamantanga por lo que marchó en esa dirección donde al promediar las 12:30 del día sorprendió a una columna peruana de 100 soldados y guerrilleros al mando del coronel José Mariano Villegas Carrillo, veterano oficial del ejército peruano que había combatido en Abtao y en las baterías del Callao durante la guerra con España.

## El combate
Rotos los fuegos entre ambas fuerzas se trabó un "reñido combate que duro hasta las 4 pm del mismo día", según informó Silva en su parte al coronel León, momento en que rodeadas las fuerzas peruanas fueron completamente destruidas con la pérdida de 32 hombres muertos y 10 prisioneros, entre los cuales se encontraban el coronel Villegas y el sargento mayor Manuel Vargas, los cuales fueron inmediatamente fusilados siguiendo las órdenes que Lynch había impartido a León García a su partida de Lima.

Como el objeto de esta campaña no es ir a ocupar nuevos territorios, sino el de perseguir las fuerzas del Jeneral Cáceres i destruirles sus montoneras, VS. procurará por todos los medios que estén a su alcance el obtener este último propósito para lo cual deberá tener presente que siendo aquellas tropas irregulares, compuestas de montoneras i ladrones deberá tratar a los jefes i oficiales que caigan prisioneros con toda la severidad prescrita en estos casos;(...), VS. no tendrá el menor inconveniente para fusilarlos.
Instrucciones de Lynch a León García

Al promediar las 5:30 de la tarde de ese mismo día, las fuerzas peruanas atacaron a la columna chilena que había ocupado el pueblo siendo rechazados con la pérdida de 20 hombres.

## Consecuencias
Tras estas acciones, el 5 de mayo las fuerzas del coronel León García ocuparon Chicla donde convergían también las divisiones de Urriola y Del Canto; cruzando la Oroya las fuerzas remantes peruanas se dirigieron a reunirse con el general Cáceres.
En 1944 los restos del coronel Villegas que habían permanecido sepultados en el cementerio local fueron trasladados a la Cripta de los Héroes en el Cementerio Presbítero Maestro de Lima.